# Liss
Liss is een civil parish in het bestuurlijke gebied East Hampshire, in het Engelse graafschap Hampshire met 6291 inwoners.